# CanKan
CanKan (deutsch „Lebensblut“) ist ein 1998 gegründetes Musikduo aus dem Bereich „Türkisch Pop“ und „R' n' Besk“. Es besteht aus den aus dem Ruhrgebiet stammenden Deutschtürken Fatih A.B.B. und Ayhan Malik.

## Bandgeschichte
Die beiden Musiker hatten sich in einer deutschen Tanzgruppe („Dance Mashine“) kennengelernt. Das Duo machte sich ab dem Jahr 2005 mit Songs wie Yar Yar, Yemin Ettim, Ibret Olsun, Kıvıra Kıvıra, Yaranamadim, Canimi Veririm oder Bittin Sen auf sich aufmerksam. Fatih A.B.B komponierte auch für andere türkische Musiker.
Als die Gruppe 2007 den deutschen Manager Ralph Connery unter Vertrag nahm, veröffentlichte sie ihren ersten deutschen Song Respekt, der zwei Jahre später veröffentlicht wurde. Die Band trennte sich im Jahr 2010.
2016 meldete sich das Duo mit dem Album Ölümsüz Aşk (auf Deutsch: „unsterbliche Liebe“) wieder zurück.

## Diskografie

### Alben
- 2000: Bomba Gibi
- 2005: İbret Olsun - Yar Yar
- 2007: Canımı Veririm - Cayır Cayır
- 2016: Ölümsüz Aşk
- 2023: ŞartımVar

### EPs
- 2009: Respekt

- Deep
- Cankan - Best for Me (feat. ENROSA)
- Cankan - Gates (feat. MARIAMI)
- Cankan - Bullshit (feat Cankan Lady)

### ŞartımVar (Album)
- 2023: Pusula (Şartim Var Album)
- 2023: Tutanak (Şartim Var Album)
- 2023: Yol Ver (Şartim Var Album)
- 2023: Yilan Deligi (Şartim Var Album)
- 2023: Ağlaya Ağlaya (Şartim Var Album)
- 2023: Sonsuz Aşk (Şartim Var Album)
- 2023: Depresyon (Şartim Var Album)

### Singles (Auswahl)
- 2005: Yar Yar
- 2005: Yemin Ettim
- 2005: Ibret Olsun
- 2005: Kıvıra Kıvıra
- 2007: Yaranamadım
- 2007: Canımı Veririm
- 2007: Bittin Sen
- 2010: Manaliyim
- 2016: Ölümsüz Aşk
- 2016: Söyle Senmisin
- 2019: Hadi Hizlan (feat. Yavuz Selim)
- 2019: Nedenini Sorma
- 2020: Zarar
- 2021: Kabus
- 2021: Yana Yana (feat. CankanPink)
- 2022: Şüphe (feat. CankanPink)
- 2022: Balla Balla (feat. Rking)
- 2022: Ölürüm (feat. Malik Ayhan)
- 2022: Maske
- 2022: Söyle Ona
- 2022: Kalpte ateşler (CankanPink)
- 2022: Benden Olsun (feat. Eren Karayılan)
- 2022: Özür Dilerim
- 2023: Suçsuz (feat. CankanPink)
- 2023: Pusula (Şartim Var Album)
- 2023: Tutanak (Şartim Var Album)
- 2023: Yol Ver (Şartim Var Album)
- 2023: Yilan Deligi (Şartim Var Album)
- 2023: Bağlamışım (Ölümsüz Aşk Album)
- 2023: Ağlaya Ağlaya (Şartim Var Album)